# Barbara Lorenz-Allendorff

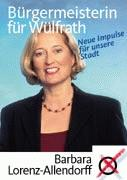
Wahlplakat 2004

Barbara Lorenz-Allendorff (* 27. Juli 1955 in Braunlage) ist eine deutsche Politikerin (parteilos). Sie war von 2004 bis 2009 Bürgermeisterin von Wülfrath.

## Leben
Barbara Lorenz-Allendorff wuchs in Aachen auf. Von 1996 bis 2004 war sie Leiterin des VHS-Zweckverbandes Mettmann-Wülfrath. 2004 wurde sie von der CDU Wülfrath als Bürgermeisterkandidatin aufgestellt, auch von den Grünen/WWG erhielt sie eine Wahlempfehlung. Bei den Kommunalwahlen im September 2004 wurde sie mit einer Mehrheit von 58,1 % zur neuen hauptamtlichen Bürgermeisterin gewählt. Ihr Vorgänger Ulrich Eilebrecht (parteilos) war aus persönlichen Gründen nicht mehr zur Wahl angetreten.
Im Juli 2007 startete die CDU-Fraktion im Stadtrat einen Abwahlantrag gegen Lorenz-Allendorff. Vorausgegangen waren Querelen zwischen ihr und der CDU- sowie anderer Fraktionen im Stadtrat. Kritiker warfen ihr insbesondere Führungsschwäche und mangelnde Initiative vor. Der Abwahlantrag scheiterte jedoch, da die anderen Fraktionen den von der CDU gestellten Antrag nicht unterstützten.
Bei den Kommunalwahlen 2009 trat Lorenz-Allendorff als unabhängige Kandidatin zur Wiederwahl an, von den Wülfrather Parteien sprach sich lediglich die Demokratische Linke Wülfrath für sie aus. Neben ihr standen fünf weitere Kandidaten zur Wahl: Thomas Görtz (CDU), Manfred Hoffmann (SPD), Stephan Mrstik (B’90/Grüne), Claudia Panke (Wülfrather Gruppe) und Dirk Bredtmann (freier Kandidat). Das Ergebnis fiel knapp aus. Mit 26,96 % der Stimmen wurde Claudia Panke zur Nachfolgerin von Lorenz-Allendorff, die 24,42 % erhielt, gewählt. Görtz kam auf 23,83 %. Aufgrund eines neuen Kommunalwahlgesetzes kam es nicht zu einer Stichwahl.
Anschließend kehrte Lorenz-Allendorff zur VHS Mettmann-Wülfrath zurück. Sie ist verheiratet.